# Отряд зет
Отряд Зет или Z-Squad е 3D детски анимационен сериал от 2006 г. от Южна Корея.

## Сюжет
В сериала се разказва за приключенията на три обикновени момичета – Чейни, Хеми и Джийни, които се местят в момичешко училище и подписват договор, за да не станат момчетата по-добри от тях. Впоследствие се оказва, че договорът е магически и те могат да се преобразяват в „Отряд Зет“. Те започват търсенето на 144 магически кристала, попаднали на Земята, за да спасят алтернативна вселена, наречена „Зет нация“ от идващите злодеи – къдрави извънземни Зути.